# Diosdado González Marrero
Diosdado González Marrero (sinh ngày 10 tháng 8 năm 1962 tại Matanzas), là nhà bất đồng chính kiến người Cuba. Ông là đảng viên của "Đảng Tự do, Dân chủ, Hòa bình".
Ông bị bắt trong vụ mùa Xuân đen năm 2003 và bị kết án 20 năm tù.
Vợ ông, bà Alejandrina García de la Riva cho biết là bà đã bị quấy rối